# Бєлоглазов Анатолій Олексійович
Анатолій Олексійович Бєлоглазов (16 вересня 1956, Калінінград, Російська РФСР) — український радянський борець вільного стилю, триразовий чемпіон світу, чемпіон Європи, дворазовий володар Кубків світу, олімпійський чемпіон. У 2010 році включений до Всесвітньої Зали слави Міжнародної федерації об'єднаних стилів боротьби (FILA).

## Біографія
Боротьбою почав займатися з 1968 року. Тренувався у Києві в спортивному товаристві «Динамо».
Олімпійську золоту медаль та звання олімпійського чемпіона Анатолій Бєлоглазов здобув на московській Олімпіаді у вазі мухи (до 52 кг).
Його брат-близнюк, Сергій Бєлоглазов теж багаторазовий чемпіон світу і Європи, олімпійський чемпіон у вільній боротьбі, боровся завжди на одну категорію важчу ніж Анатолій.
Анатолій Бєлоглазов пішов зі спорту після сезону 1984 року, а потім працював тренером з боротьби. Він був головним тренером канадської національної збірної з вільної боротьби у 1990—1996 рр. і австралійської національної збірної з вільної боротьби у 1996—1998 рр. У 1998 році Анатолій повернувся до Росії і почав працювати тренером збірної Росії з вільної боротьби разом зі своїм братом-близнюком.
Починаючи з 1998 року в Калінінграді проводиться щорічний турнір з вільної боротьби на честь Анатолія і Сергія Бєлоглазових.

## Спортивні результати на міжнародних змаганнях

### Виступи на Олімпіадах
| Змагання                    | Збірна | Вагова категорія | Місце  |
| --------------------------- | ------ | ---------------- | ------ |
| Літні Олімпійські ігри 1980 | СРСР   | 52 кг            | Золото |

### Виступи на Чемпіонатах світу
| Змагання                        | Збірна | Вагова категорія | Місце  |
| ------------------------------- | ------ | ---------------- | ------ |
| Чемпіонат світу з боротьби 1977 | СРСР   | 48 кг            | Золото |
| Чемпіонат світу з боротьби 1978 | СРСР   | 52 кг            | Золото |
| Чемпіонат світу з боротьби 1979 | СРСР   | 52 кг            | 6      |
| Чемпіонат світу з боротьби 1982 | СРСР   | 57 кг            | Золото |
| Чемпіонат світу з боротьби 1983 | СРСР   | 52 кг            | Бронза |

### Виступи на Чемпіонатах Європи
| Змагання                         | Збірна | Вагова категорія | Місце  |
| -------------------------------- | ------ | ---------------- | ------ |
| Чемпіонат Європи з боротьби 1976 | СРСР   | 48 кг            | Золото |

### Виступи на Кубках світу
| Змагання                    | Збірна | Вагова категорія | Місце  |
| --------------------------- | ------ | ---------------- | ------ |
| Кубок світу з боротьби 1979 | СРСР   | 52 кг            | Золото |
| Кубок світу з боротьби 1981 | СРСР   | 52 кг            | Срібло |
| Кубок світу з боротьби 1984 | СРСР   | 57 кг            | Золото |
| Кубок світу з боротьби 1988 | СРСР   | 52 кг            | Срібло |

### Виступи на інших змаганнях
| Змагання                           | Збірна | Вагова категорія | Місце  |
| ---------------------------------- | ------ | ---------------- | ------ |
| Гран-прі Німеччини з боротьби 1980 | СРСР   | 52 кг            | Золото |
| Літня Універсіада 1981             | СРСР   | 57 кг            | Золото |